# BU-526
La Carretera BU-526 es una vía terrestre autonómica de Castilla y León, en la provincia de Burgos , comarca de Merindades. Discurre entre Bercedo  CL-629  y Soncillo  N-232 .
Antiguamente esta carretera formaba parte de la  C-6318  Bilbao-Reinosa. Fue notablemente mejorada por la Junta de Castilla y León, tras la inversión de 11 millones de euros.
Corresponde a la Red Complementaria Preferente.

## Trazado

### Merindad de Montija
- km 1.2.—  N-629  Burgos Logroño - Ramales de la Victoria Laredo.
- km 3.5.— Noceco.
- km 6.2.— A la derecha carretera a Montecillo de Montija. A la izquierda carretera a Edesa de Montija.
- km 7.— Quintana de los Prados.

### Espinosa de los Monteros
- km 8.7.— A la izquierda cruce con la  BU-524 . A la derecha, continúa la  BU-526 .
- km 10.— Espinosa de los Monteros.
- km 10.6.— De frente, se continúa por la  BU-570  en dirección a Las Machorras. A la izquierda, continúa la  BU-526 .

### Merindad de Sotoscueva
- km 14.— A la derecha, carretera a Para.
- km 14.8.— Barcenillas de Cerezos.
  - A la derecha, carretera a Redondo de la Sonsierra.
  - A la izquierda carretera local  BU-V-5545 , que nos lleva a Hornillalatorre, Hornillalastra.
- km 17.5.— Quintanilla del Rebollar.
  - A la izquierda, cruce con la  BU-562  hacia Cornejo y Villarcayo.
- km 21.— Quisicedo.
- km 22.— A la izquierda, acceso al Monumento Natural de Ojo Guareña.
- km 24.— Entrambosríos.
- km 24.7.— La Parte de Sotoscueva.

### Merindad de Valdeporres
- km 30.— Santelices
  - A la derecha carretera local  BU-V-5631 , que nos lleva a Pedrosa de Valdeporres.
- km 30.8.— A la izquierda, cruce con la  BU-561  hacia Puentedey y Villarcayo.
- km 31.— A la derecha carretera local  BU-V-5630 , que nos lleva a Cidad de Valdeporres.
- km 32.3.— A la izquierda, acceso a San Martín de las Ollas.

### Valle de Valdebezana
- km 34.7.— Argomedo.
- km 36.7.— Soncillo, cruce con la carretera  N-232 .